# 孫徽
孫徽（1460年—？），字德夫，湖廣襄陽護衛籍直隸虹縣人，明朝政治人物。

## 生平
湖廣鄉試第五十六名舉人。弘治六年（1493年）中式癸丑科會試第一百九十八名，三甲第九十一名進士。歷官刑部郎中，正德四年（1509年）十一月因事降二级調外任，贬陕西秦州同知，五年十一月升廣西按察司佥事，十年十一月考察。

## 家族
曾祖孫旺；祖父孫耕；父孫義，母高氏；繼母李氏。重庆下。